# Igney (Meurthe-et-Moselle)
Igney (deutsch Ellingen) ist eine französische Gemeinde mit 113 Einwohnern (Stand 1. Januar 2022) im Département Meurthe-et-Moselle in der Region Grand Est (bis 2015 Lothringen). Sie gehört zum Arrondissement Lunéville.

## Geografie
Die Gemeinde Igney liegt an der Grenze zum Département Moselle, etwa in der Mitte zwischen Sarrebourg und Lunéville.

## Geschichte
Der Ort gehörte bis zum Deutsch-Französischen Krieg zum Kanton Réchicourt-le-Château und wurde an das Deutsche Reich abgetreten, Frankreich konnte ihn durch Nachverhandlungen jedoch bereits im Oktober 1871 wieder zurückbekommen.
Igney hatte wegen der Nähe zum bedeutenden Grenzbahnhof von Avricourt damals wesentlich mehr Einwohner (880 Einwohner Ende des 19. Jahrhunderts).

### Bevölkerungsentwicklung
| Jahr      | 1962 | 1968 | 1975 | 1982 | 1990 | 1999 | 2007 | 2019 |
| Einwohner | 155  | 168  | 160  | 143  | 141  | 127  | 113  | 122  |

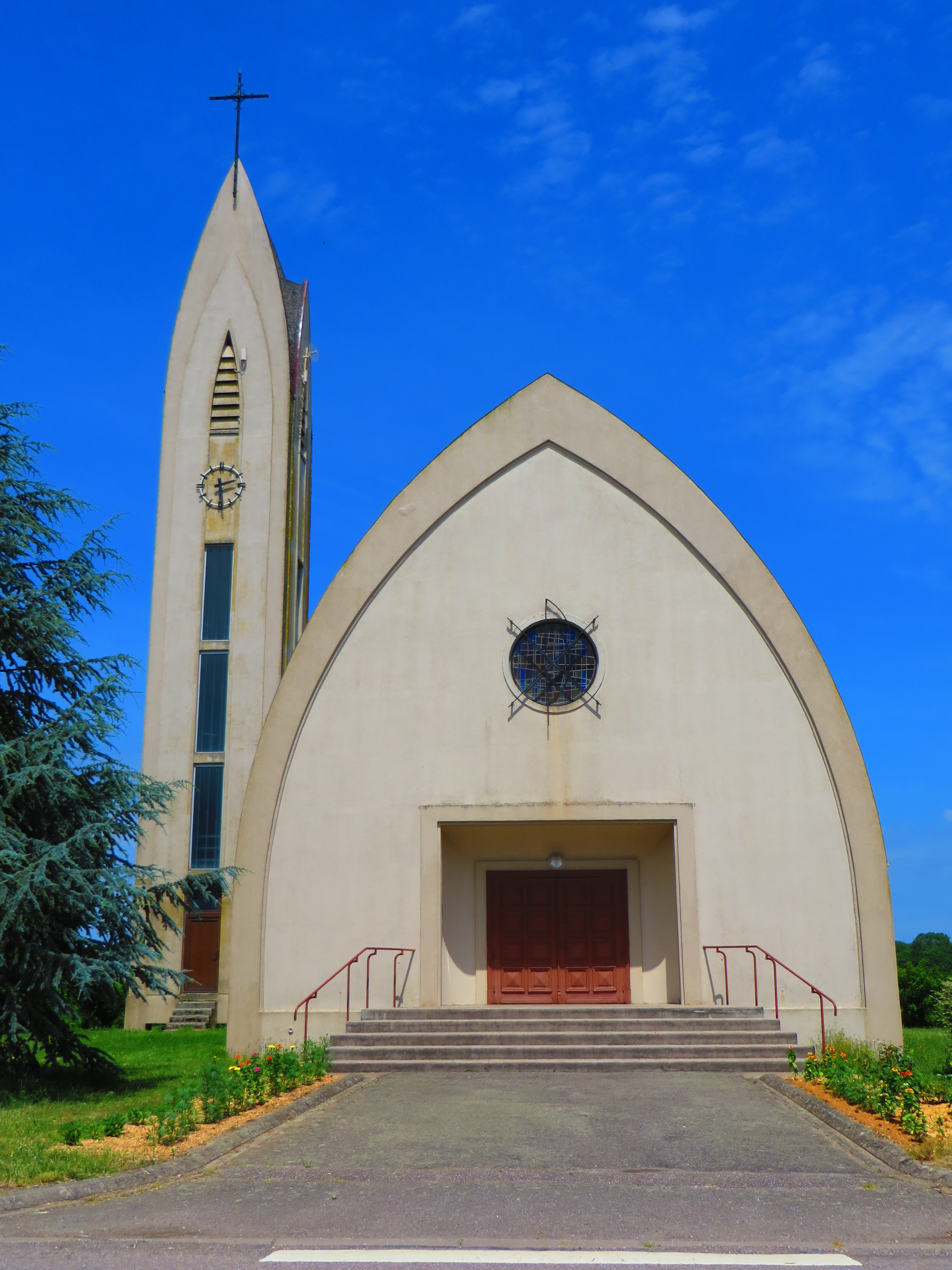
Kirche Saint-Martin
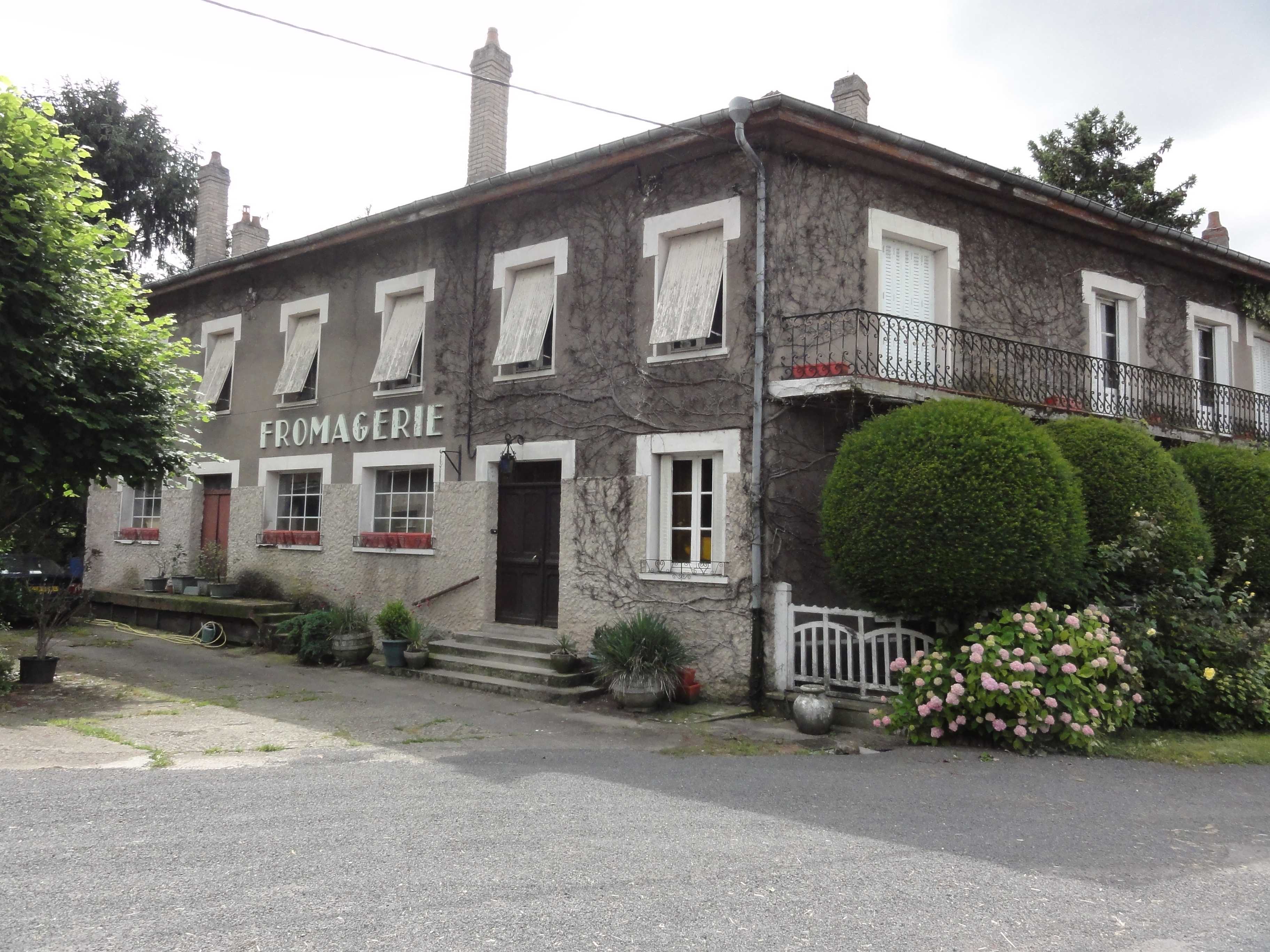
Käserei
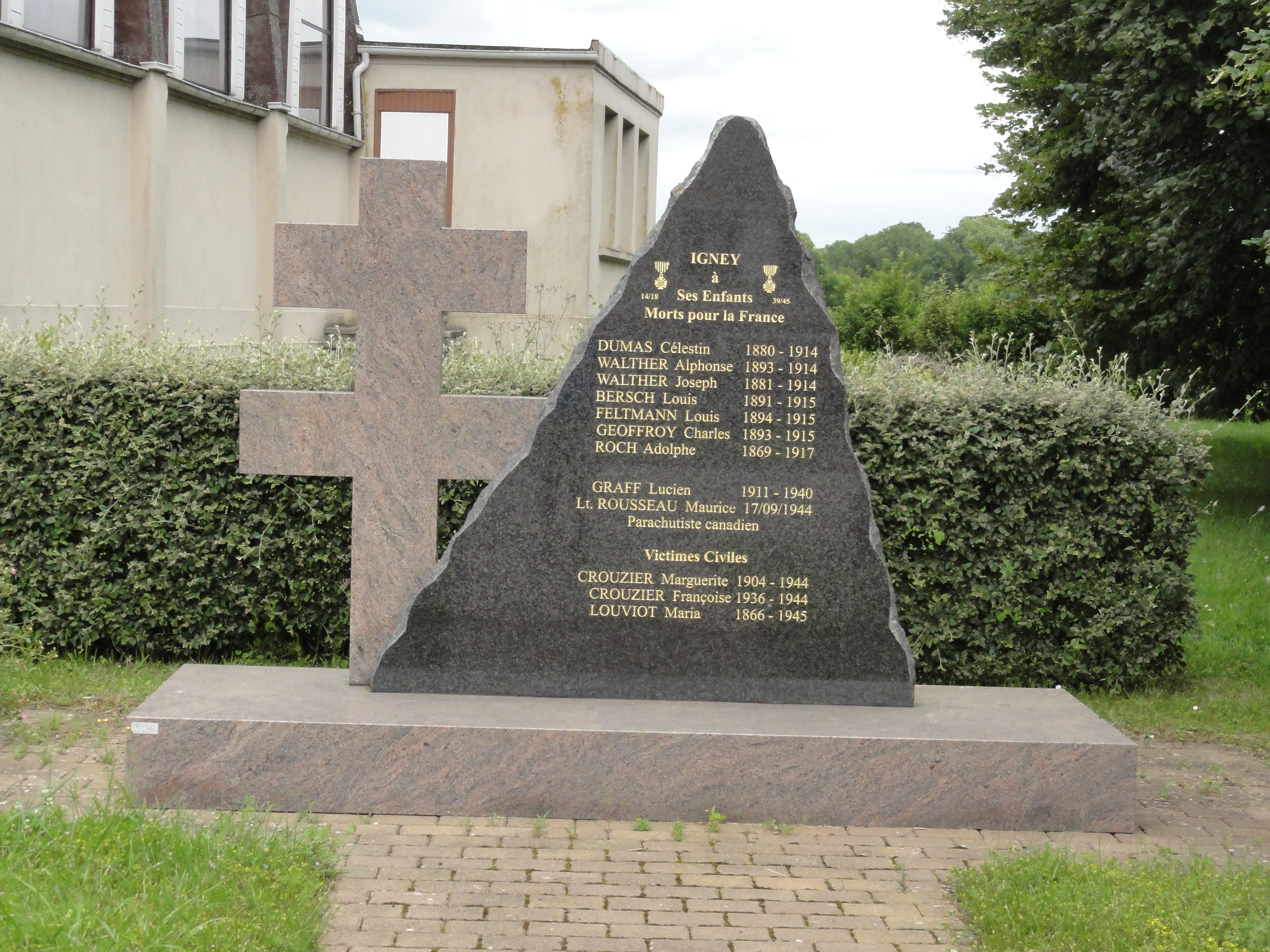
Gefallenendenkmal